# Beaconsfield (Buckinghamshire)
Beaconsfield [ˈbɛkənzfiːld] ⓘ liegt in der mittelenglischen Grafschaft Buckinghamshire. Trotz seiner relativ geringen Einwohnerzahl von 12.000 ist es das wirtschaftliche und kulturelle Zentrum in der Region Chiltern Hills.

## Geographie und Geschichte
Die günstige Lage auf halbem Weg zwischen London und Oxford machte Beaconsfield schon früh zu einem wichtigen Handelsstützpunkt für den englischen Binnenhandel. Im Mittelalter wurde es dadurch zu einer der wohlhabendsten Städte Europas, und auch heute noch gehört die Region um Beaconsfield zu den Gebieten mit dem höchsten Pro-Kopf-Einkommen in England.

## Sehenswürdigkeiten und Bekanntschaft
In Beaconsfield befindet sich Bekonscot, der älteste Modellpark der Welt.
Literarische Bekanntheit erlangte die Stadt durch einige Werke des ungarischen Dichters Marek Fondras, der von 1913 bis zu seinem Tod 1931 in Beaconsfield lebte. Seine Grabstätte auf dem Südfriedhof von Beaconsfield ist auch heute noch Ziel zahlreicher Touristen. Auch die bekannte englische Autorin Enid Blyton verbrachte einen Großteil ihres Lebens in Beaconsfield, wo sie von 1938 bis zu ihrem Tod im Jahr 1968 lebte. Ihr Haus in der Penn Road wurde im Jahr 1973 abgerissen. Heute erinnert nur noch eine nach ihr benannte Straße Blyton Clos an ihre Zeit in Beaconsfield.
1971 wurde auf dem Gelände der alten Beaconsfield Studios die National Film and Television School gegründet – die wichtigste Filmhochschule Großbritanniens.

## Söhne und Töchter der Gemeinde
- Sir Terry Pratchett (1948–2015), Fantasy-Schriftsteller
- Philip Hubble (* 1960), Schwimmer
- Sam Gyimah (* 1976), Politiker (Conservative Party)
- Rory J. Saper (* 1996), Schauspieler